# NBA Conference Finals Most Valuable Player Award
O NBA Conference Finals Most Valuable Player Award (MVP das Finais de Conferência) é um prêmio anual da NBA concedido desde os playoffs da NBA de 2022 aos jogadores com melhor desempenho nas finais da conferência da NBA.  O prêmio é decidido por um painel de onze membros da mídia, que votam após a conclusão das finais de conferência. A pessoa com o maior número de votos ganha o prêmio. O Troféu Larry Bird é concedido ao MVP da Conferência Leste e o Troféu Earvin "Magic" Johnson para a Conferência Oeste.   Seus homônimos, os jogadores, Larry Bird e Magic Johnson, entraram na NBA em 1979, e sua rivalidade bicostal na década de 1980 ajudou a popularizar a liga.    O primeiro vencedor do prêmio foi o armador do Golden State Warriors, Stephen Curry que ganhou o Troféu Earvin "Magic" Johnson após o jogo 5 das finais do Oeste contra o Dallas Mavericks na temporada 2021-22.  Jayson Tatum, ala do Boston Celtics, foi o primeiro vencedor do Troféu Larry Bird de MVP das finais da Conferência Leste. Ele recebeu o prêmio após o jogo 7 das finais de conferência onde Boston bateu o Miami Heat, em Miami no dia 29 de maio de 2022. 

## Vencedores

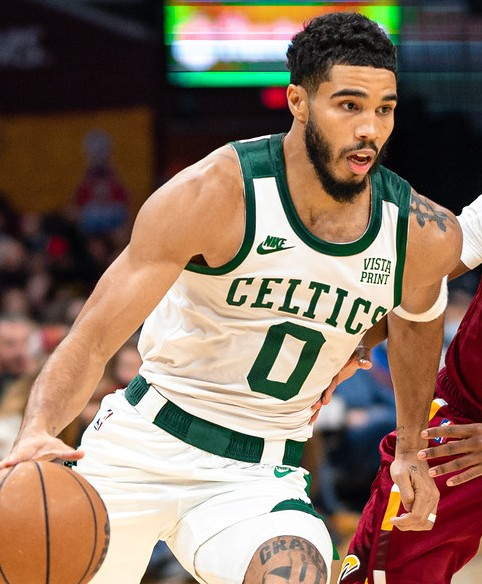
Jayson Tatum, do Boston Celtics, foi o primeiro vencedor do Troféu Larry Bird de MVP das Finais da Conf. Leste.

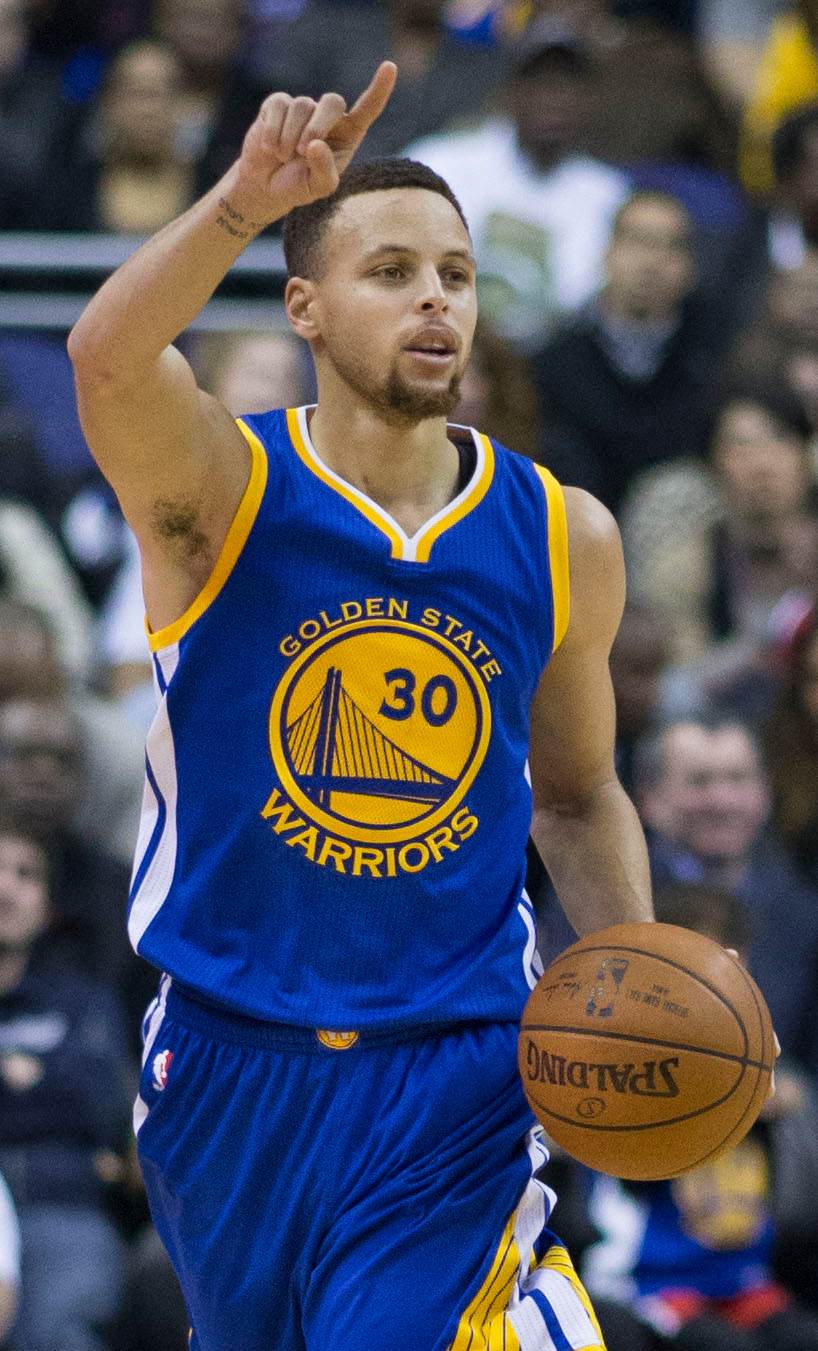
Stephen Curry foi o primeiro jogador a vencer o prêmio. Ele recebeu o Troféu Earvin "Magic" Johnson após bater o Dallas com os Warriors nas finais do oeste de 2022.

|             | Jogador ainda ativo na NBA                                           |
|             | Jogador integrante Naismith Memorial Basketball Hall of Fame         |
| Negrito     | Jogador incluso na lista dos 75 grandes jogadores da história da NBA |
| Time (^)    | Denota que o time do jogador foi campeão da NBA naquele ano          |
| Jogador (X) | Denota o número de vezes que o jogador recebeu o prêmio              |
| Time (X)    | Denota o número de vezes que um jogador deste time recebeu o prêmio  |

### Conferência Leste
| Ano  | Jogador       | Posição | Nacionalidade  | Time                |
| ---- | ------------- | ------- | -------------- | ------------------- |
| 2022 | Jayson Tatum  | Ala     | Estados Unidos | Boston Celtics      |
| 2023 | Jimmy Butler  | Ala     | Estados Unidos | Miami Heat          |
| 2024 | Jaylen Brown  | Ala     | Estados Unidos | Boston Celtics^ (2) |
| 2025 | Pascal Siakam | Ala     | Camarões       | Indiana Pacers      |

### Conferência Oeste
| Ano  | Jogador                 | Posição | Nacionalidade  | Time                    |
| ---- | ----------------------- | ------- | -------------- | ----------------------- |
| 2022 | Stephen Curry           | Armador | Estados Unidos | Golden State Warriors ^ |
| 2023 | Nikola Jokić            | Pivô    | Sérvia         | Denver Nuggets ^        |
| 2024 | Luka Dončić             | Armador | Eslovênia      | Dallas Mavericks        |
| 2025 | Shai Gilgeous-Alexander | Armador | Canadá         | Oklahoma City Thunder ^ |

## Ranking por jogadores

### Conferência Leste
| Pos. | Jogador       | Time (s)       | Prêmios | Temporadas |
| ---- | ------------- | -------------- | ------- | ---------- |
| 1    | Jayson Tatum  | Boston Celtics | 1       | 2022       |
| 1    | Jimmy Butler  | Miami Heat     | 1       | 2023       |
| 1    | Jaylen Brown  | Boston Celtics | 1       | 2024       |
| 1    | Pascal Siakam | Indiana Pacers | 1       | 2025       |

### Conferência Oeste
| Pos. | Jogador                 | Time (s)              | Prêmios | Temporadas |
| ---- | ----------------------- | --------------------- | ------- | ---------- |
| 1    | Stephen Curry           | Golden State Warriors | 1       | 2022       |
| 1    | Nikola Jokić            | Denver Nuggets        | 1       | 2023       |
| 1    | Luka Dončić             | Dallas Mavericks      | 1       | 2024       |
| 1    | Shai Gilgeous-Alexander | Oklahoma City Thunder | 1       | 2025       |

## Ranking por times

### Conferência Leste
| Pos. | Time           | Prêmios | Temporadas |
| ---- | -------------- | ------- | ---------- |
| 1    | Boston Celtics | 2       | 2022, 2024 |
| 2    | Miami Heat     | 1       | 2023       |
| 2    | Indiana Pacers | 1       | 2025       |

### Conferência Oeste
| Pos. | Time                  | Prêmios | Temporadas |
| ---- | --------------------- | ------- | ---------- |
| 1    | Golden State Warriors | 1       | 2022       |
| 1    | Denver Nuggets        | 1       | 2023       |
| 1    | Dallas Mavericks      | 1       | 2024       |
| 1    | Oklahoma City Thunder | 1       | 2025       |